# Salomón Solano
Salomón "Triple S" Solano Salazar (nacido el 19 de septiembre de 1985 en Ciudad Victoria, Tamaulipas) es un jugador mexicano de fútbol americano. Ha jugado como defensive tackle profesional desde 2006 en varias ligas en Europa y Estados Unidos.

## Breve biografía

### Fútbol americano universitario
Jugó fútbol americano universitario en el equipo de los Correcaminos de la Universidad Autónoma de Tamaulipas, donde llegó a ser parte de la Selección Nacional en 2003 (a los 19 años de edad) y 2004. Su mejor temporada en Tamaulipas fue la última (2005) con 39 tackleadas y 5 sacks.

### Fútbol americano profesional
Ha jugado como defensive tackle para los equipos Rhein Fire de la NFL Europa, Detroit Lions y Baltimore Ravens de la National Football League, Utah Blaze de la Arena Football League y Green Bay Blizzard de la Indoor Football League, donde es compañero de equipo de los jugadores mexicanos Ramiro Pruneda y Eduardo Castañeda.Ha sido evaluado como un jugador de regular a malo por los equipo donde pasó sin demostrar cosas extraordinarias.
Ahora juega en un equipo de la LPFA.

## Etapa como entrenador
Fue el entrenador en jefe de la Selección Nacional en el Mundial 2009.
También fue parte de la Selección Resto del Mundo, la cual se enfrentó a la Selección de Estados Unidos el 2 de febrero de 2011 en Austin, Texas, Estados Unidos, participando como entrenador asistente.

## Reconocimientos
Fue reconocido con el "Premio Luchador Olmeca" de la CODEME en 2010.